# Тшебень (Нижньосілезьке воєводство)
Тшебень (пол. Trzebień, нім. Kittlitztreben) — село в Польщі, у гміні Болеславець Болеславецького повіту Нижньосілезького воєводства.
Населення — 1150 осіб (2011).

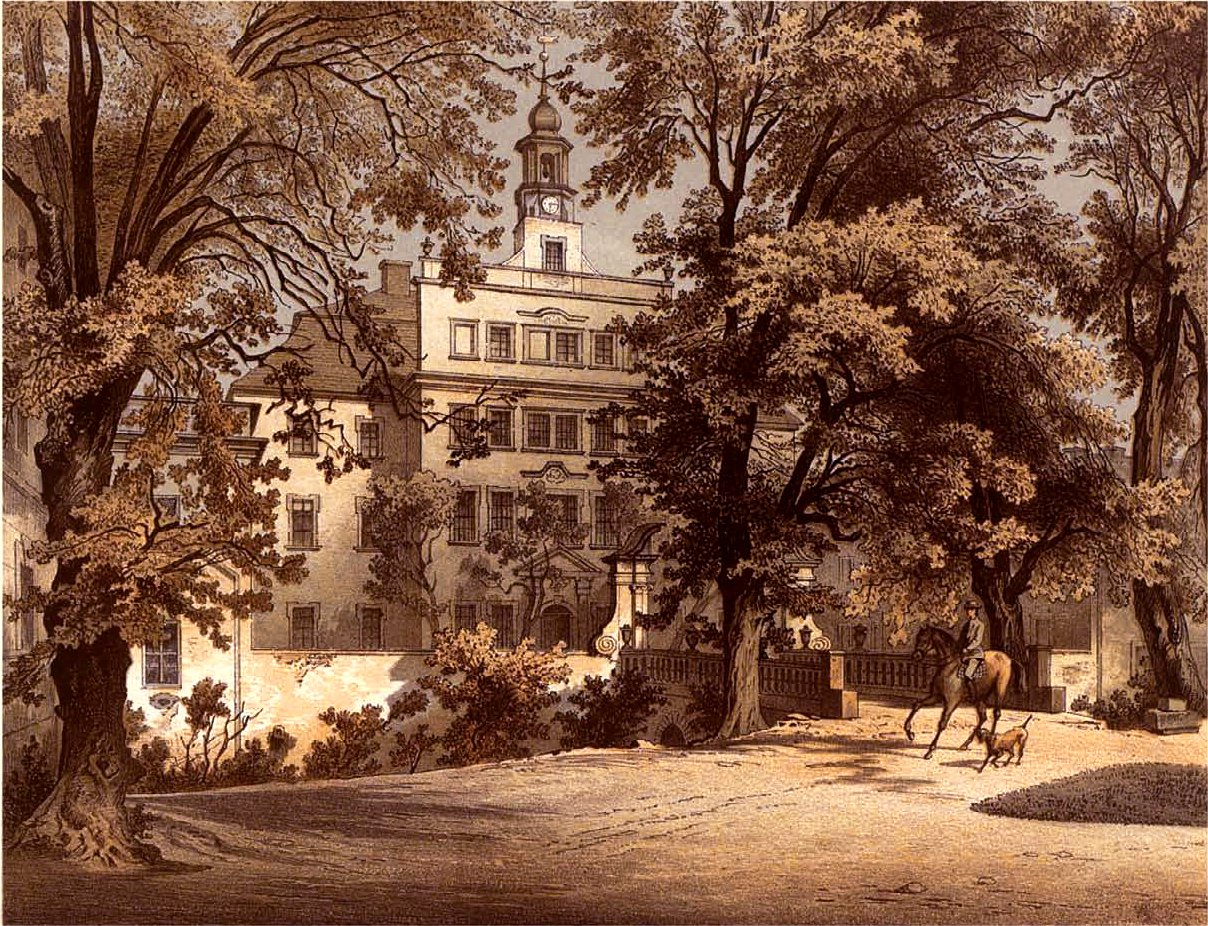
Rittergut Kittlitztreben, Alexander Duncker

У 1975-1998 роках село належало до Єленьоґурського воєводства.

## Демографія
Демографічна структура станом на 31 березня 2011 року:
|          | Загалом | Допрацездатний вік | Працездатний вік | Постпрацездатний вік |
| -------- | ------- | ------------------ | ---------------- | -------------------- |
| Чоловіки | 535     | 112                | 388              | 35                   |
| Жінки    | 615     | 140                | 388              | 87                   |
| Разом    | 1150    | 252                | 776              | 122                  |